# Hayato Sumino
Hayato Sumino, conocido como Cateen, (14 de julio de 1995) es un pianista, compositor y youtuber japonés. En 2021 fue seleccionado para participar en el Concurso Internacional de Piano Fryderyk Chopin.

## Biografía

### Estudios profesionales y musicales
Sumino comenzó a estudiar piano a la edad de tres años. Más tarde se interesó en ciencia y tecnología, por lo que estudió Ciencias de la información e ingeniería en la Universidad de Tokio, donde se graduó en 2020 con honores. También estudió en Francia en el IRCAM, donde investigó sobre procesos de información y tecnología en la música, así como inteligencia artificial.
En piano tuvo como profesores a Tomoaki Yoshida y a Katsuko Kaneko. También recibió clases de piano en Francia, con Claire Désert y Jean-Marc Luisada.

### Carrera artística
Ha dado conciertos en diversos países de Asia y Europa, y ha interpretado como solista junto a la Orquesta Filarmónica de Japón y la Braşov Philharmonic Orchestra de Rumania.
En 2019, grabó su primer álbum titulado Passion, editado por Warner Music Japan, en el cual aparecen piezas de Liszt, Aleksandr Skriabin y Serguéi Rajmáninov.
En el año 2021, compitió en la edición XVIII del Concurso Internacional de Piano Fryderyk Chopin, celebrado en Varsovia, Polonia, llegando hasta la tercera ronda. Durante la competencia, Sumino interpretó:
- En la ronda preliminar: Nocturne in C minor Op. 48 No.1 Mazurkas in G minor y C Major Op. 24 No. 1 y 2 Etudes in A minor Op. 25 No. 4 y 11 Ballade in F Major Op. 38
- En la primera ronda: Nocturne in C minor Op. 48 No. 1 Etudes in C Major y B minor Op. 10 No. 1 y Op. 25 No. 10 Scherzo in B minor Op. 20
- En la segunda ronda: Rondo à la Mazur in F Major Op. 5 Ballade in F Major Op. 38 Grande Vals Brillante in E-flat Major Op. 18 Heroic Polonaise in A-flat Major Op.53
- En la tercera ronda: Mazurkas in G minor, C Major, A-flat Major y B-flat minor Op. 24 No. 1,2,3 y 4 Polonaise-Fantasy in A-flat Major Op. 61 Sonata in B-flat minor Op. 35 Grave. Doppio movimiento Scherzo. Molto vivace Marche funèbre  Finale Scherzo in C-sharp minor Op. 39

Tiene un canal de YouTube, donde es conocido como Cateen, que cuenta con 1.43 millones de suscriptores, donde además de tocar el piano, toca otros instrumentos, como el piano de juguete y la melódica.

## Premios y reconocimientos
- Tercer lugar en el Lyon Piano Competition
- Primer lugar en el Concurso PTNA de piano en Japón
- Medalla de oro en el International Chopin Piano Competition de Asia[5]

## Discografía
- Passion, Warner Music Japan, 2019[6]